# روبرت جونز (سياسي أمريكي)
روبرت جونز (بالإنجليزية: Robert Jones)‏ هو سياسي أمريكي، ولد في 22 أبريل 1944 في جيفرسونفيل في الولايات المتحدة، وتوفي في 17 أكتوبر 2010 في كالامازو في الولايات المتحدة. حزبياً، نشط في الحزب الديمقراطي. وقد انتخب عضو مجلس نواب ميشيغان ‏ (2007 – 17 أكتوبر 2010).

## وصلات خارجية
- الموقع الرسمي